# Adalbert von Conrad
Adalbert Friedrich Wilhelm Conrad, seit 1904 von Conrad (* 3. August 1848 auf dem Rittergut Fronza bei Marienwerder; † 3. Dezember 1928 ebenda) war ein deutscher Verwaltungsbeamter, Rittergutsbesitzer und Parlamentarier.

## Leben

### Herkunft
Adalbert war der älteste Sohn des Herrn auf Fronza und Lalkau Hermann Conrad (1814–1885) und dessen Ehefrau Maria, geborene Wernich (1820–1890). Der Verwaltungsjurist und Politiker Alfred von Conrad (1852–1914) war sein Bruder.

### Karriere
Conrad studierte an der Ruprecht-Karls-Universität Heidelberg und der Georg-August-Universität Göttingen. Nachdem er ein Semester Renonce beim Corps Saxo-Borussia Heidelberg gewesen war, wurde er 1868 Mitglied des Corps Saxonia Göttingen. 1870 schloss er das Studium mit dem Referendarexamen ab. Am letzten Teil des Deutsch-Französischen Kriegs nahm er als Avantageur im 1. Leib-Husaren-Regiment Nr. 1 teil. 1877 legte er das Regierungsassessor-Examen ab. Conrad war von 1878 bis 1909 Landrat des Landkreises Graudenz.
Während dieser Zeit wurde er 1898 zum Geheimen Regierungsrat ernannt und am 27. Januar 1904 durch Kaiser Wilhelm II. in den erblichen preußischen Adelsstand erhoben. Nach seinem Abschied aus dem Staatsdienst lebte er auf seinem Rittergut Fronza.
Conrad gehörte dem Preußischen Abgeordnetenhaus von 1891 bis zu dessen Auflösung 1918 an.